# Рыболовлева, Екатерина Михайловна
Екатерина Михайловна Рубцова (в замужестве Рыболовлева, 1907—1996) — советская работница сельского хозяйства, доярка колхоза «Ударник» Нолинского района Кировской области, Герой Социалистического Труда (1958).

## Биография
Родилась в 1907 году в деревне Мазаны Нолинского уезда Вятской губернии (ныне не существует, территория Нолинского района Кировской области) в семье Михаила Назаровича (учителя и библиотекаря) и Анны Фёдоровны, родом из крестьянской семьи. Была старшей дочерью среди восьми детей.
С детских лет и до выхода на пенсию трудилась в сельском хозяйстве. В юности вышла замуж за Михаила Рыболовлева. Вместе они жили и работали в Чураковской коммуне. После распада коммуны Екатерина перешла на ферму колхоза «Начало» (впоследствии «Ударник»), а Михаил стал колхозным счетоводом. До войны у них родилось пятеро детей, но в живых осталась одна дочь — Галина, которая стала инвалидом, упав в силосную яму, расположенную на ферме. Муж Екатерины Михайловны погиб во время Великой Отечественной войны, а она продолжила работать дояркой.
Рубцова была первой в Кировской области дояркой, добившейся пятитысячных надоев на каждую из закреплённых за ней коров. Неоднократно была участницей ВСХВ и ВДНХ СССР. За 20 лет работы дояркой она увеличила надой от коровы с 1250 кг до 5000 кг.
С 1960 года Е. М. Рубцова-Рыболовлева жила на станции Оверята Пермской области, переехав на пенсии к дочери. Умерла в 1996 году.
Была автором очерка «За 4500 литров молока от коровы в год». − Киров, Книжное издательство, 1957.

## Награды
- Указом Президиума Верховного Совета СССР от 24 апреля 1958 года Рубцовой Екатерине Михайловне присвоено звание Героя Социалистического Труда с вручением ордена Ленина и золотой медали «Серп и Молот»[1].
- Также была награждена медалями СССР, среди которых золотая, серебряная и две бронзовые медали ВДНХ.